# Fabbrica Italia Pomigliano
Fabbrica Italia Pomigliano S.p.A. era una azienda italiana che operava nel settore automobilistico. Era parte di Fiat SpA, che la controllava al 100% attraverso Fiat Partecipazioni S.p.A.

## Storia
La società nasce con 50.000 euro di capitale sociale, il 19 luglio 2010 a Torino come NewCo del gruppo Fiat per l'esercizio delle attività di produzione, assemblaggio e vendita di autoveicoli e loro parti nello stabilimento Giambattista Vico di Pomigliano d'Arco, in seguito al nuovo piano di investimenti previsto dal top management previsti per l'attuazione del progetto Futura Panda. Dal 1º marzo del 2013, lo stabilimento è tornato di proprietà di Fiat Group Automobiles.